# Хлоридный канал 4
Хлоридный канал 4 (англ. chloride channel 4, CLC-4, CLCN4) — хлоридный канал-антипортер, один из 9 хлоридных каналов суперсемейства CLCN. Обнаружен в 1994 году. У человека расположен на X-хромосоме. Кодируется геном CLCN4.

## Структура и функции
Белок CLC-4 включает 760 аминокислот, 10 трансмембранных доменов. Оба N- и C-концевые домены расположены в цитоплазме. В клетке локализуется в ранних и поздних эндосомах.  Функционирует как потенциал-зависимый хлоридный канал. Канал обменивает ионы хлора Cl− на ионы водорода H+. Наиболее высоко экспрессирован в скелетных мышцах, обнаружен также в мозге и сердце. Точная физиологическая роль остаётся неизвестной, однако предполагается его связь с развитием  
нейронных нарушений.

## Клиническое значение
Мутации в этом гене связывают с развитием эпилепсии.